# ツー・ライヴ・クルー
ツー・ライヴ・クルー（2 Live Crew）は、フロリダ州マイアミをベースとするヒップホップグループ。1985年からルーサー・キャンベルを中心に活動している。ルーサー・キャンベルは自らをスター・ウォーズのルーク・スカイウォーカーから同名の名を名乗り活動。マイアミ・ベースの中心的ミュージシャンとして知られる。

## 概要
性描写の下ネタ連発の独特のスタイルのラップ歌詞内容から黒人の若者のみならず、白人の青少年も聴く様になり大ヒットを飛ばす。特に1989年の『As Nasty As They Wanna Be』は大ヒットし、『Me So Horny』もラジオで流れる様になって人気になった。
しかし、これを知った当時のフロリダ州知事ボブ・マルティネスやゲームやポルノ撲滅運動家として知られるる弁護士ジャック・トンプソンらが彼らの曲を猥褻罪にしようと保守系のキリスト教組織のアメリカン・ファミリー協会(AFA)と協力し、彼らのアルバムをペアレンタル・アドバイザリー（未成年に相応しくないと判断した音楽作品の警告ラベル）を張り、法制化を推し進めた。
これにより、フロリダ州を始め、インディアナ州やオハイオ州、ペンシルベニア州、テネシー州、ウィスコンシン州などで彼らのアルバム曲は猥褻物と見なして規制され、彼らのアルバムをレコード店で販売した店員は次々と検挙され逮捕された。フロリダ州のニック・ナバロ保安官が猥褻罪でルークらメンバーを逮捕している。またジョージ・ルーカスからもルーク・スカイウォーカーの名を使うのを止める様に告訴を起こされ、これに敗北し、ルークは300万ドルの賠償金とルークの名の改名を余儀なくされる。
しかし、こうした事からむしろツー・ライヴ・クルーの知名度は上がり、人気を呼んだ。さらにルークは1990年にこうしたバッシングなどを受け急遽『Banned in the U.S.A.』（アメリカ合衆国で叩かれた）を発表した。ブルース・スプリングスティーンの『ボーン・イン・ザ・U.S.A.』のサンプリング使用し、マルティネス知事やナバロ保安官らの批判を、相変わらずの下ネタ歌詞に乗せて、表現の自由を主張した内容になっている。

## メンバー
- ルーサー・キャンベル
- Fresh Kid Ice
- Mr. Mixx
- Amazing V.
- Brother Marquis
- Verb
- DJ Ballistic Billy

## ディスコグラフィ

### アルバム
- The 2 Live Crew Is What We Are
- Move Somethin'
- As Nasty As They Wanna Be
- As Clean As They Wanna Be
- Banned in the U.S.A.
- Live in Concert
- Sports Weekend: As Nasty As They Wanna Be, Pt. 2
- Deal With This
- Back at Your Ass for the Nine-4
- The Original 2 Live Crew
- Shake a Lil' Somethin'
- The Real One
- Private Personal Parts
- Stop Playin'